# Westminster (Colorado)
Westminster város az USA Colorado államában, Adams és Jefferson megyében. Lakosainak száma 116 317 fő (2020. április 1.).

## Népesség
A település népességének változása:

| 2010 | 106 114 |
| 2020 | 116 317 |